# Lista de franquias de jogos eletrônicos da Sega
Esta é uma lista de franquias de jogos eletrônicos da Sega ou de uma subsidiária da empresa. Todas as séries que abrangem vários jogos estão listadas aqui. Jogos que foram desenvolvidos e publicados por terceiros, mas lançados em consoles Sega, não estão listados aqui. Quase todos esses títulos e séries foram publicados pela Sega, com exceção de algumas franquias nas quais a Sega foi a desenvolvedora. No caso de uma franquia em que existem vários jogos, mas não existe nenhum artigo da série, o primeiro jogo da série é o artigo principal e está vinculado a esta lista.
Entre as franquias listadas aqui estão as franquias agora de propriedade da 2K Sports, já que essas franquias foram publicadas originalmente pela Sega até que a mesma vendeu os direitos das franquias em 2005. No caso desses jogos, a última data de lançamento fornecida para a franquia será a do último jogo em que a Sega esteve envolvida em sua publicação.
Também incluído na lista de franquias está Total War. Embora esta série não tenha começado com a Sega como desenvolvedor ou editor, a Sega publicou jogos posteriores na série. Em 2016, a Sega adquiriu as propriedades intelectuais da Technosoft.

## Franquias
| Franquia                       | Desenvolvedor principal                                                          | Gênero                                                                  | Lançamento inicial | Último lançamento |
| ------------------------------ | -------------------------------------------------------------------------------- | ----------------------------------------------------------------------- | ------------------ | ----------------- |
| After Burner                   | Sega AM2                                                                         | Simulador de combate aéreo, shoot 'em up                                | 1987               | 2010              |
| Alex Kidd                      | Overworks                                                                        | Plataforma, aventura                                                    | 1986               | 2021              |
| Altered Beast                  | Overworks                                                                        | Beat 'em up                                                             | 1988               | 2005              |
| Bayonetta                      | PlatinumGames                                                                    | Ação, hack and slash                                                    | 2009               | 2020              |
| Beyond Oasis                   | Ancient                                                                          | RPG eletrônico de ação, ação e aventura                                 | 1994               | 1996              |
| Blazing Heroes                 | Sega                                                                             | RPG eletrônico de estratégia                                            | 1995               | 1996              |
| Bug!                           | Realtime Associates                                                              | Jogo de plataforma                                                      | 1995               | 1996              |
| Border Break                   | Sega                                                                             | Tiro em terceira pessoa, ação                                           | 2009               | 2018              |
| Clockwork Knight               | Sega                                                                             | Jogo de plataforma                                                      | 1994               | 1995              |
| Columns                        | Sega                                                                             | Puzzle                                                                  | 1990               | 1997              |
| Condemned                      | Monolith Productions                                                             | Ação                                                                    | 2005               | 2008              |
| Crazy Taxi                     | Hitmaker                                                                         | Ação, corrida                                                           | 1999               | 2007              |
| Daytona USA                    | Sega AM2, Amusement Vision                                                       | Corrida                                                                 | 1993               | 2017              |
| Derby Owners Club              | Hitmaker                                                                         | Corrida de cavalo                                                       | 2000               | 2002              |
| Dinosaur King                  | Sega                                                                             | Trading card game                                                       | 2005               | 2007              |
| Doki Doki Penguin Land         | Sega                                                                             | Puzzle                                                                  | 1987               | 1991              |
| Dragon Force                   | Sega                                                                             | Real-time strategy, tactical role-playing game                          | 1996               | 1998              |
| Dynamite Cop                   | Wow Entertainment                                                                | Beat 'em up                                                             | 1996               | 1998              |
| Ecco the Dolphin               | Appaloosa Interactive                                                            | Ação e aventura                                                         | 1992               | 2001              |
| Eternal Champions              | Sega                                                                             | Luta                                                                    | 1993               | 1995              |
| Fantasy Zone                   | Sega                                                                             | Shoot 'em up                                                            | 1986               | 2014              |
| Fighting Vipers                | Sega AM2                                                                         | Luta                                                                    | 1995               | 2001              |
| Football Manager               | Sports Interactive                                                               | Esporte, simulação de negócios                                          | 2004               | 2019              |
| Full Auto                      | Pseudo Interactive                                                               | Corrida                                                                 | 2006               | 2007              |
| Ghost Squad                    | Sega AM2                                                                         | Shoot 'em up, light gun shooter                                         | 2004               | 2012              |
| Golden Axe                     | Sega                                                                             | Hack and slash, beat 'em up                                             | 1989               | 2008              |
| Gunstar Heroes                 | Treasure Co. Ltd                                                                 | Run & gun shooter                                                       | 1993               | 2005              |
| GALiLEO FACTORY                | Medal game                                                                       | Sega                                                                    | 2008               | 2013              |
| Hang-On                        | Sega AM2                                                                         | Corrida                                                                 | 1985               | 1995              |
| Headhunter                     | Amuze                                                                            | Ação e aventura                                                         | 2002               | 2004              |
| Head-On                        | Sega                                                                             | Ação                                                                    | 1979               | 2005              |
| Hero Bank                      | Sega                                                                             | Role-playing video game                                                 | 2014               | 2014              |
| House of the Dead              | Wow Entertainment                                                                | Shoot 'em up, light gun shooter                                         | 1996               | 2018              |
| Jet Set Radio                  | Smilebit                                                                         | Ação, jogo de plataforma                                                | 2000               | 2012              |
| Last Bronx                     | Hitmaker                                                                         | Luta                                                                    | 1996               | 2006              |
| Let's Go                       | Sega AM3                                                                         | Shoot 'em up, Educational game                                          | 2006               | 2015              |
| Love and Berry                 | Sega                                                                             | Collectible card game                                                   | 2004               | 2006              |
| Monaco GP                      | Sega, Gremlin Industries                                                         | Corrida                                                                 | 1979               | 1992              |
| Mushiking: King of the Beetles | Sega                                                                             | Collectible card game                                                   | 2003               | 2015              |
| NiGHTS                         | Sonic Team                                                                       | Ação e aventura, ação                                                   | 1996               | 2007              |
| Out Run                        | Sega AM2, Sumo Digital                                                           | Corrida                                                                 | 1986               | 2014              |
| Panzer Dragoon                 | Team Andromeda, Smilebit                                                         | shoot 'em up, third-person shooter                                      | 1995               | 2020              |
| Phantasy Star                  | Sega, Overworks, Sonic Team                                                      | Role-playing game, massively multiplayer online role-playing game       | 1987               | 2014              |
| Rent-A-Hero                    | Sega                                                                             | Role-playing video game, action role-playing game                       | 1991               | 2000              |
| Rez                            | United Game Artists, Q Entertainment                                             | Shoot 'em up                                                            | 2001               | 2008              |
| Sakura Wars                    | Sega                                                                             | Tactical role-playing game, visual novel, dating sim                    | 1996               | 2019              |
| Sangokushi Taisen              | Sega                                                                             | Estratégia em tempo real, cartas colecionáveis                          | 2005               | 2010              |
| Scud Race                      | Amusement Vision                                                                 | Corrida                                                                 | 1996               | 1997              |
| Seaman                         | Vivarium Inc., Jellyvision                                                       | Simulation                                                              | 1999               | 2007              |
| Sega All-Stars                 | Sonic Team, Sumo Digital                                                         | Party, sports game                                                      | 2004               | 2012              |
| Sega Bass Fishing              | Wow Entertainment, SIMS Co., Ltd.                                                | Fishing, Sports game                                                    | 1998               | 2008              |
| Sega Worldwide Soccer          | Sega, Silicon Dreams Studio                                                      | Esporte                                                                 | 1995               | 2000              |
| Shenmue                        | Sega AM2                                                                         | Action-adventure, life simulation, social simulation                    | 1999               | 2019              |
| Shining                        | Climax Entertainment, Amusement Vision, Camelot Software Planning, Neverland Co. | Role-playing game, tactical role-playing game, action role-playing game | 1991               | 2014              |
| Shinobi                        | Sega, Overworks                                                                  | Action game, hack and slash, Plataforma                                 | 1987               | 2011              |
| Sonic the Hedgehog             | Sonic Team                                                                       | Action game, Plataforma, Action-adventure                               | 1991               | 2017              |
| Space Channel 5                | United Game Artists                                                              | Music video game, rhythm game                                           | 1999               | 2020              |
| Space Harrier                  | Sega AM2                                                                         | Shoot 'em up, third-person shooter                                      | 1985               | 2019              |
| Spikeout                       | Sega, Dimps                                                                      | Beat 'em up                                                             | 1997               | 2005              |
| Starhorse                      | Sega                                                                             | Horse racing, racing                                                    | 2000               | 2019              |
| Streets of Rage                | Sega, Overworks                                                                  | Beat 'em up                                                             | 1991               | 2020              |
| Super Monkey Ball              | Amusement Vision, Realism Ltd, Sega, Marvelous AQL, Ryu Ga Gotoku Studio         | Party, Plataforma                                                       | 2001               | 2019              |
| Tempo                          | Red Company                                                                      | Ação                                                                    | 1995               | 1998              |
| Thunder Blade                  | Sega                                                                             | shoot 'em up, third-person shooter, action                              | 1987               | 1988              |
| The Conduit                    | High Voltage Software                                                            | First-person shooter                                                    | 2009               | 2011              |
| Valkyria                       | Overworks                                                                        | Tactical role-playing game, turn-based strategy                         | 2008               | 2018              |
| Vectorman                      | BlueSky Software                                                                 | jogo de plataforma                                                      | 1995               | 1996              |
| Virtua Cop                     | Sega AM2                                                                         | Shoot 'em up, light gun shooter                                         | 1994               | 2002              |
| Virtua Fighter                 | Sega AM2                                                                         | Luta                                                                    | 1993               | 2012              |
| Virtua Striker                 | Sega AM2, Amusement Vision                                                       | Esporte                                                                 | 1994               | 2006              |
| Virtua Tennis                  | Hitmaker                                                                         | Esporte                                                                 | 1999               | 2011              |
| Virtual On                     | Hitmaker, Sega                                                                   | Third-person shooter, action                                            | 1995               | 2003              |
| Yakuza                         | Sega, Ryu Ga Gotoku Studio                                                       | Action-adventure, action role-playing game, beat 'em up                 | 2005               | 2020              |
| Zaxxon                         | Sega                                                                             | Isometric shooter, shoot 'em up                                         | 1982               | 1995              |

### Adquiridas
| Franquia ou jogo              | Desenvolvedor principal | Gênero                                                                         | Lançamento inicial | Último lançamento | Data de aquisição |
| ----------------------------- | ----------------------- | ------------------------------------------------------------------------------ | ------------------ | ----------------- | ----------------- |
| Company of Heroes             | Relic Entertainment     | Estratégia em tempo real                                                       | 2006               | 2013              | 2013              |
| Warhammer 40,000: Dawn of War | Relic Entertainment     | Estratégia em tempo real                                                       | 2004               | 2017              | 2013              |
| Herzog                        | Technosoft              | Tiro estratégico, estratégia em tempo real, MOBA                               | 1988               | 1990              | 2016              |
| Megami Tensei                 | Atlus                   | Role-playing game                                                              | 1987               | 2020              | 2014              |
| Persona                       | Atlus                   | Role-playing game, simulação social                                            | 1996               | 2020              | 2014              |
| Puyo Puyo                     | Compile/Sonic Team      | Puzzle                                                                         | 1991               | 2018              | 1998              |
| Thunder Force                 | Technosoft              | Shoot 'em up                                                                   | 1983               | 2008              | 2016              |
| Total War                     | The Creative Assembly   | Jogo eletrônico de estratégia, estratégia por turnos, estratégia em tempo real | 2000               | 2019              | 2005              |

### Propriedades licenciadas
| Franquia ou jogo                             | Desenvolvedor principal           | Gênero  | Lançamento inicial | Último lançamento |
| -------------------------------------------- | --------------------------------- | ------- | ------------------ | ----------------- |
| Hatsune Miku: Project DIVA                   | Sega                              | Ritmo   | 2009               | 2020              |
| Hatsune Miku and Future Stars: Project Mirai | Sega                              | Ritmo   | 2012               | 2015              |
| Initial D Arcade Stage                       | Sega Rosso                        | Corrida | 2001               | 2017              |
| Joe Montana Football                         | Sega                              | Esporte | 1991               | 1994              |
| Pro Soccer Club o Tsukurou!                  | Sega                              | Esporte | 1996               | 2018              |
| Pro Striker                                  | Sega                              | Esporte | 1993               | 1995              |
| Sega GT                                      | Wow Entertainment                 | Corrida | 2000               | 2003              |
| Sega Rally                                   | Sega Rosso, Hitmaker              | Corrida | 1995               | 2008              |
| Sega Touring Car Championship                | Sega AM3                          | Corrida | 1996               | 1998              |
| World Club Champion Football                 | Sega                              | Esporte | 2002               | 2019              |
| World Series Baseball                        | BlueSky Software, Visual Concepts | Esporte | 1994               | 2003              |
| Mario & Sonic                                | Sega Sports R&D                   | Esporte | 2007               | 2019              |